# Élection présidentielle ghanéenne de 2016
L' élection présidentielle ghanéenne de 2016 se déroule le 7 décembre 2016. 
Elle donne lieu à une alternance politique avec la victoire du candidat du Nouveau Parti patriotique (NPP), Nana Akufo-Addo sur le président sortant John Mahama, membre du Congrès démocratique national (NDC), qui concourait pour un second mandat. Le NPP revient ainsi au pouvoir après huit années d'opposition. John Mahama reconnait rapidement sa défaite, permettant une nouvelle fois au pays de connaitre une alternance pacifique du pouvoir.

## Contexte
Le scrutin devait initialement se dérouler le 7 novembre 2016 avant d'être reporté d'un mois par le parlement.

## Système électoral
Le président du Ghana est élu au scrutin uninominal majoritaire à deux tours pour un mandat de quatre ans renouvelable une seule fois. Est élu le candidat ayant recueilli la majorité absolue des suffrages exprimés au premier tour. À défaut, un second tour est organisé entre les deux candidats arrivés en tête au premier, et celui recueillant le plus de voix est déclaré élu. Chaque candidat à la présidence se présente avec un candidat à la vice présidence.
Peuvent participer au scrutin tous les citoyens ghanéens âgés d'au moins 18 ans. Quant aux candidats, ils doivent notamment être ghanéens de naissance et être âgés d'au moins quarante ans.

## Sondages
| Source      | Date         | Taille de l'échantillon | Marge d'erreur | Mahama NDC | Akufo-Addo NPP | Nduom PPP | Greenstreet CPP | Autres candidats |
| ----------- | ------------ | ----------------------- | -------------- | ---------- | -------------- | --------- | --------------- | ---------------- |
| Source      | Date         | Taille de l'échantillon | Marge d'erreur |            |                |           |                 | Autres candidats |
| Goodman AMC | Avril 2016   | 1216                    |                | 32%        | 65%            | 3%        | 0%              |                  |
| Goodman AMC | Juin 2016    | 1644                    | 2,3%           | 44%        | 52%            | 6%        | 1%              |                  |
| Goodman AMC | Août 2016    | 2184                    | 2,1%           | 48%        | 43%            | 7%        | 0%              |                  |
| Ben Ephson  | Octobre 2016 |                         | 2%             | 50.8%      | 47.5%          | 1.7%      | 1.7%            | 1.7%             |
| Ben Ephson  | 28 novembre  |                         | 2%             | 52.4%      | 45.9%          | 1.7%      | 1.7%            | 1.7%             |

## Résultats
|                          | Nana Akufo-Addo Mahamudu Bawumia      | NPP                      | 5 755 758  | 53,72 |  |  |
|                          | John Mahama Kwesi Amissah-Arthur      | NDC                      | 4 771 188  | 44,53 |  |  |
|                          | Paa Kwesi Nduom Brigitte Dzogbenuku   | PPP                      | 106 092    | 0,99  |  |  |
|                          | Ivor Greenstreet Gabby Nsiah Nketiah  | CPP                      | 25 552     | 0,24  |  |  |
|                          | Edward Mahama Emmanuel Anyidoho       | PNC                      | 22 214     | 0,21  |  |  |
|                          | Nana Rawlings Kojo Mensah Sosu        | NDP                      | 16 395     | 0,16  |  |  |
|                          | Jacob Osei Yeboah Daniel Wilson Torto | Ind.                     | 15 911     | 0,15  |  |  |
|                          |                                       |                          |            |       |  |  |
| Votes valides            | Votes valides                         | Votes valides            | 10 713 734 | 98,46 |  |  |
| Votes blancs et nuls     | Votes blancs et nuls                  | Votes blancs et nuls     | 167 349    | 1,54  |  |  |
| Total                    | Total                                 | Total                    | 10 881 083 | 100   |  |  |
| Abstention               | Abstention                            | Abstention               | 4 831 416  | 30,75 |  |  |
| Inscrits / participation | Inscrits / participation              | Inscrits / participation | 15 712 499 | 69,25 |  |  |

## Suites
Le 9 décembre, John Dramani Mahama, président sortant, reconnaît sa défaite face à Nana Akufo-Addo, lequel est déclaré vainqueur par la commission électorale.